# Aeroportul Warwick
Aeroportul Warwick (IATA: WAZ, ICAO: YWCK) este un aeroport din Queensland, Australia.
Situat la o altitudine de 460 m, aeroportul dispune de o singură pistă.